# جل شعر

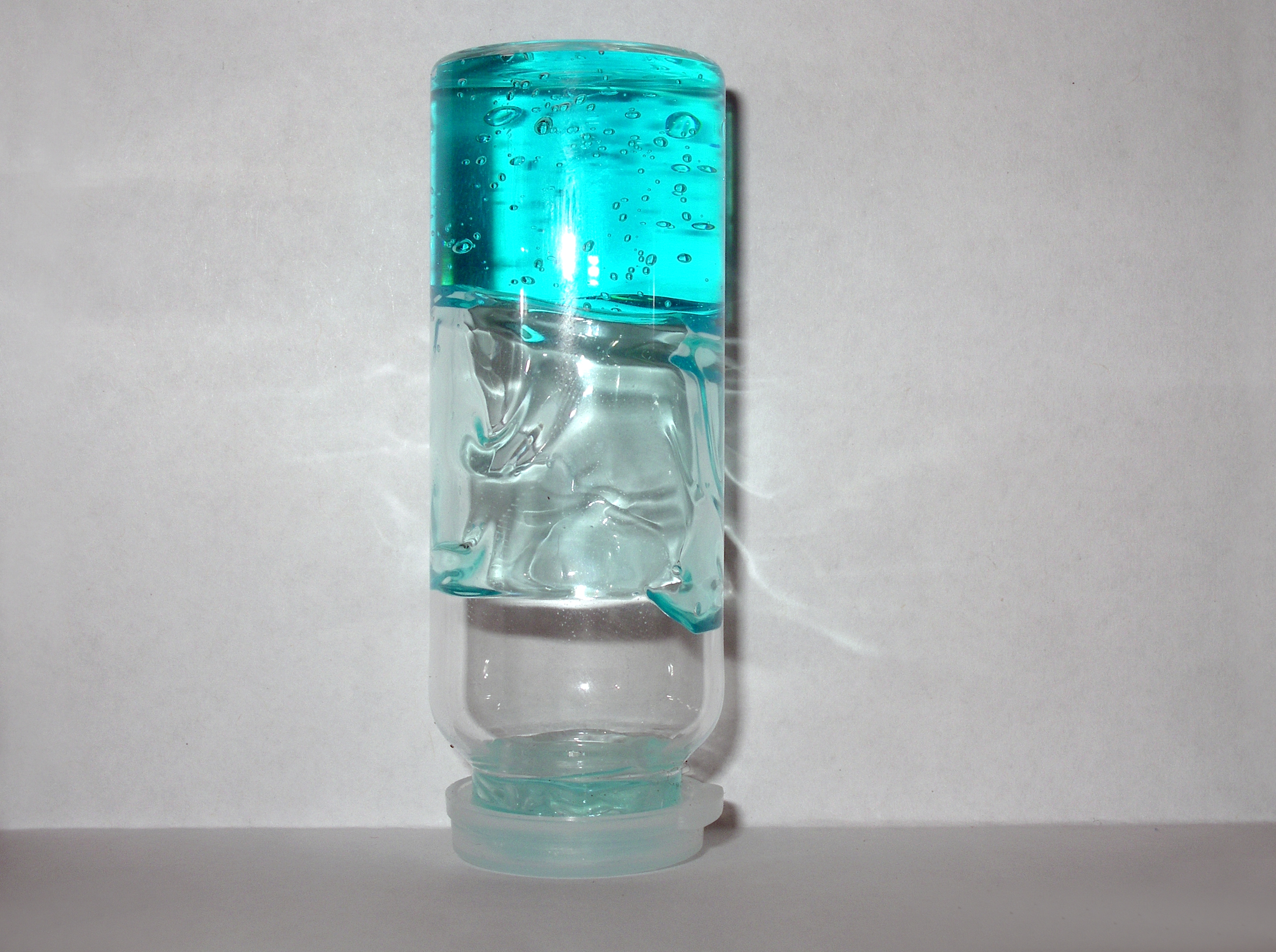
أنبوية من جل الشعر

جل الشعر هو منتج تصفيف للشعر يُستخدم لتثبيت الشعر أو من أجل الحصول على تصفيفة شعر محددة. يمكن استخدامه أيضًا لتلميع الشعر أو التحكم في الخصل المتطايرة. وهو ليس للرجال فقط ويمكن للنساء إستخدامه.
أظهر تحليل المومياوات المصرية القديمة أن المُحنطين قاموا بتصفيف شعر المومياوات باستخدام جل من الدهون. قال الباحثون وراء التحليل أن المصريين القدماء استخدموا المنتج لضمان ثبات الشعر على تصفيفته في الحياة وبعد الموت. قامت بالتحاليل ناتالي ماكريش، وهي عالمة آثار من مركز KNH لعلم المصريات الطبي الحيوي بجامعة مانشستر، إنجلترا، قامت هي وزملائها بدراسة عينات شعر مأخوذة من 18 مومياء. يبلغ عمر أقدمها 3500 عام تقريبًا، ولكن تم استخراج معظمها من مقبرة في واحة الداخلة في الصحراء الغربية ويعود تاريخها إلى العصر اليوناني الروماني منذ حوالي 2300 عام.
في الجسم المغيض وجسم كلونيكافان مان الأيرلانديان، والذان يعود تأريخهما بالكربون المشع إلى ما بين 392 قبل الميلاد و 201 قبل الميلاد، تم استخدام هلام شعر مصنوع من راتينج شجرة الصنوبر المستوردة من إسبانيا أو جنوب غرب فرنسا.
في عام 1914، في صيدلية صغيرة تقع في قلب بوينس آيرس، بالأرجنتين منطقة (فلوريدا 600)، إخترع الطالب البيطري خوسيه أنطونيو برانكاتو أول مُثبت للشعر، والذي يحمل اسم جومينا كعلامة تجارية مسجلة. عن طريق مزج الصمغ العربي، وصمغ الكثيراء الفارسي ومستخلصات مختلفة.
في عام 1929، ابتكرت شركة «كيميكو وركز» البريطانية بريلكريم، والذي أصبح لاحقا من أشهر منتجات تصفيف الشعر في كل من المملكة المتحدة والولايات المتحدة خلال العقود التالية.